# Philosophy Tube
Philosophy Tube is het youtubekanaal van Britse youtuber en actrice Abigail Thorn. Het kanaal begon in 2013, waarbij Thorn besloot om gratis les in filosofie te geven op YouTube na de verhoging van het Britse collegegeld in 2012. In 2018 veranderde de stijl van het kanaal naar een meer theatrale, met studio-sets, personages, kostuums en make-up. De video's bespreken filosofie vanuit een links perspectief, vaak naar aanleiding van wat er in de politiek gebeurt. Het kanaal werd positief onthaald en heeft meer dan een half miljoen abonnees. Philosophy Tube is ook beschikbaar op de coöperatieve streamingdienst Nebula, waar de video's enige tijd eerder te zien zijn dan op YouTube en waar ook enkele exclusieve video's verschijnen die niet op YouTube komen.

## Geschiedenis
Het youtubekanaal Philosophy Tube begon als educatief kanaal in 2013 als reactie op het verdrievoudigen van het collegegeld in het Verenigd Koninkrijk in 2012, waardoor het hoger onderwijs minder toegankelijk werd. Het oorspronkelijke plan was om lezingen op Thorns universiteit op te nemen en te uploaden in plaats van in video's te verschijnen, maar de universiteit stond dit niet toe. De eerste video getiteld "I think therefore I am" (Ik denk, dus ik besta) over René Descartes werd in mei 2013 geüpload. Vanaf juni 2020 heeft het kanaal meer dan 661.000 abonnees en zijn de video's in totaal meer dan 39,6 miljoen keer bekeken. Thorn verdient geld aan zowel YouTube-advertenties als crowdfunding op Patreon. 
De stijl van het kanaal evolueerde in de loop van de jaren van een directe stijl waarmee tegen de camera wordt gepraat over het werk van filosofen als Descartes en Kant, tot meer theatrale producties. In 2016 nam Thorn deel aan YouTube NextUp, een trainingsprogramma van een week voor youtubers met minder dan 100.000 abonnees. Na het bijwonen van de conferentie VidCon in 2018 besloot Thorn de inhoud van haar video's te veranderen en begon zij te filmen in een studio met kostuums en make-up. Zij gebruikte ook rekwisieten zoals slangen en paarden. Emily VanDerWerff van Vox vatte samen dat het kanaal zowel filosofische onderwerpen als "hedendaagse sociopolitieke ideeën vanuit een links perspectief behandelt". Zo wordt een video die begint met het onderwerp Brexit een bredere discussie over democratie. In een andere video over voormalig Trump-adviseur en mede-oprichter van Breitbart News, Steve Bannon, speelt Thorn een cover van een Hadestown- nummer met teksten over Bannon. VanDerWerff schreef dat Thorn "de hele shtick van [Bannon] ondermijnt".
Thorns video uit 2018 "Suic!de and Ment@l He@lth" (Zelfmoord en geestelijke gezondheid) bespreekt maatschappelijke houdingen ten opzichte van de geestelijke gezondheid, samen met haar persoonlijke ervaringen: zij heeft een geschiedenis van zelfbeschadiging en heeft twee keer in haar leven een poging tot zelfmoord gedaan. Zij zei medio 2019 dat zij nog steeds minstens één e-mail per dag ontving van een persoon die zei dat de video hun leven redde. Thorn's video "Men. Abuse. Trauma." (Mannen. Misbruik. Trauma.) Gaat over mannen en geestelijke gezondheid, verwijzend naar haar persoonlijke ervaringen. Thorn leerde het script van de 35-minuten durende video uit haar hoofd, en nam het in één take op zonder knippen of bewerken. Eén enkele kostuumwisseling wordt mogelijk gemaakt door een langzame camerapan door de kamer; Thorn gebruikte de tweede van twee takes. Zowel het script als de stijl van de video verwijzen naar het toneelstuk Huis clos van Jean-Paul Sartre uit 1944. Emily VanDerWerff van Vox prees dat de "spanning en kwetsbaarheid die worden opgebouwd" worden gehandhaafd door het gebrek aan bewerking, en meende dat in de video de "esthetische vorm onafscheidelijk is van de inhoud".
In juli 2019 besprak Thorn haar kanaal op de BBC-radioshow World Business Report.

## Ontvangst
In 2019 prees Dani Di Placido van Forbes dat Thorn je "niet vertelt wat je moet geloven, maar [zij] roept [haar] publiek op om zich af te vragen waarom ze de dingen geloven waarin ze geloven". Shannon Strucci, die schreef voor het tijdschrift Sight & Sound, zei dat de video's van Thorn enorm variëren in toon en inhoud. Strucci beschreef de video's als "altijd goed onderzocht, inventief en theatraal". De Duitse omroep Deutsche Welle prees de video's als onderhoudend en uitgewerkt in design. Di Placido nam Thorn op in een lijst van "5 Fantastische YouTubers die de verspreiding van Alt-right Propaganda bestrijden", terwijl het kanaal Philosophy Tube werd aanbevolen in het Slowaakse vlugschrift SME. De Ierse auteur en omroeper Emma Dabiri heeft genoten van de video's van Thorn.
VanDerWerff beschreef de video "Men. Abuse. Trauma" als "een van de beste tv-afleveringen van het jaar". Dan Schindel beschreef dezelfde video als een "meeslepend half uur" en prees het feit dat het in één take was gemaakt. De video werd ook geprezen door Lukáš Pokorný in het Tsjechische tijdschrift A2. Thorn's video "Queer✨" was een van de 134 video-essays genoemd in Sight and Sound als een van de "beste video-essays van 2019". Volgens Strucci was de video zowel "verhelderend en onderhoudend" als "vreugdevol".